# Vitus Huonder
Vitus Huonder, né le 21 avril 1942 à Trun (canton des Grisons) et mort le 3 avril 2024 à Wangs (canton de Saint-Gall), est un prélat catholique et essayiste suisse. Il est évêque de Coire de 2007 à 2019.

## Biographie
Vitus Huonder naît le 21 avril 1942 à Trun dans le canton des Grisons. Après y avoir passé son enfance, il rejoint l'abbaye territoriale d'Einsiedeln où il étudie la philosophie et la théologie. Il poursuit ses études à l'athénée pontifical Saint-Anselme en Italie, puis à l'université de Fribourg à nouveau en Suisse où il obtient sa licence universitaire. En 1973, il obtient son doctorat en théologie, et en 1989 une habilitation en liturgie.
Il entre au séminaire durant ses études et est ordonné prêtre le 25 septembre 1971 par Johannes Vonderach. Il officie alors notamment dans les cantons de Zurich et Obwald. En 1990, Wolfgang Haas le nomme chanoine du Chapitre cathédral et le 6 juillet 2007, le chapitre l'élit pour l'épiscopat. Deux jours plus tard, le 8 juillet 2007, le pape Benoît XVI confirme l'élection et Amédée Grab le consacre évêque le 8 septembre 2007.
En 2014, il effectue une visite apostolique au sein de la Fraternité sacerdotale Saint-Pierre.
Le 21 avril 2017, jour de son 75e anniversaire, Vitus Huonder présente sa démission auprès du pape François. En raison de la situation difficile dans le diocèse, se pose alors la question de qui lui succédera et la rumeur fait apparaître plusieurs noms dans les médias, dont celui d'Alain de Raemy. Ce dernier rappelle toutefois que personne ne se porte candidat à la charge épiscopale. Pour le diocèse de Coire, c'est le chapitre cathédral qui nomme son évêque sur une liste de trois personnes choisies par le Saint-Siège.
Le 4 mai 2017, après avoir analysé la situation du diocèse, le pape François refuse la démission de Vitus Huonder et le reconduit dans sa charge pour deux ans, jusqu'en 2019,. Sa démission est finalement acceptée le 20 mai 2019, le pape nommant alors Pierre Bürcher, évêque émérite de Reykjavik, comme administrateur apostolique du diocèse.

### Retraite auprès de la Fraternité sacerdotale Saint-Pie X
À l'issue de son mandat, avec l'aval du pape François, Vitus Huonder se retire dans un des centres de la Fraternité sacerdotale Saint-Pie X, à savoir l'Institut Santa Maria de Wangs. Pour Monde & Vie, « cette annonce ne fait que corroborer le mouvement de normalisation de la Fraternité Saint-Pie X qui s'est amorcé il y a vingt ans et qui est désormais presque entièrement entériné [...] ».
Si certains membres de la Fraternité craignent l'intrusion d'un « loup dans la bergerie », la Maison générale de la FSSPX, dans son communiqué conjoint avec le prélat assure que « le seul et unique but de cette démarche est de se consacrer à la prière et au silence, de célébrer exclusivement la messe traditionnelle, et d’œuvrer pour la Tradition, unique moyen de renouveau de l’Église. »
Deux ans plus tard, le 23 mai 2021, Vitus Huonder est sollicité pour célébrer la Grand-Messe pontificale de la Pentecôte au faldistoire dans le séminaire allemand de la Fraternité sacerdotale Saint-Pie X à Zaitzkofen en Bavière.
Dans plusieurs vidéos publiées début 2023, il affiche son soutien aux positions de la Fraternité et souhaite que l'Église catholique formule des excuses à son égard.
Il est hospitalisé en mars 2024 et meurt le 3 avril 2024 à l'âge de 81 ans à Wangs.
À sa demande, il est enterré à Écône dans le caveau du séminaire de la Fraternité sacerdotale Saint-Pie-X, le 17 avril 2024, en présence de son ancien évêque auxiliaire Marian Eleganti et de son successeur Joseph Bonnemain.

## Prises de position
Réputé « ultraconservateur », Huonder adhère totalement à la doctrine de l'Église catholique sur la sexualité, notamment vis-à-vis de la famille et de l'homosexualité.

### Sur l'homosexualité
Au printemps 2011, le prélat interdit à tous les prêtres de son diocèse de participer à la Gay Pride de Zurich ; face à la polémique suscitée, il revient sur cette interdiction au début du mois de mars.
En décembre 2011, Vitus Huonder s'exprime contre l'homoparentalité dans la NZZ am Sonntag : « chaque enfant a le droit à une mère et un père », or « dans la structure d'un partenariat homosexuel, les enfants sont délibérément privés de ce droit. ».
En janvier 2014, il ajoute que les couples homosexuels, comme les couples hétérosexuels vivant en concubinage ou utilisant des moyens de contraception, sont « en état de péché grave » et ne peuvent ainsi recevoir l'eucharistie. Plus de 2 700 de ses collaborateurs manifestent alors leur désaccord.
En 2015, il démet aussi l'abbé Wendelin Bucheli, qu'il pense à faire défroquer, pour avoir béni un couple de lesbiennes. Largement médiatisée en Suisse, l'affaire prend de l'ampleur jusqu'à l'apaisement de la situation par Charles Morerod, qui rappelle l'abbé Bucheli dans son diocèse. Finalement, le prêtre s'engage à ne plus bénir de couples homosexuels dans le cadre de sa charge presbytérale et reçoit donc l'autorisation de retourner dans son diocèse.
La même année, lors du congrès des catholiques allemands à Fulda, Vitus Huonder cite deux versets du Lévitique, qui parlent de l'homosexualité comme d'une « abomination » dont les auteurs devraient être punis de mort, et ajoute que ces passages devraient « suffir[e] à remettre dans la bonne direction la question de l’homosexualité du point de vue de la foi » ». Face au scandale suscité, le prélat regrette un « déplorable malentendu », puis présente ses excuses « en particulier auprès des personnes de sensibilité homosexuelle ». Une plainte déposée par Pink Cross est définitivement rejetée en mai 2016, par le tribunal cantonal des Grisons, qui confirme qu'on ne peut pas identifier « une quelconque incitation implicite ou explicite à tuer des homosexuels » dans les propos incriminés. L'association est alors condamnée à verser 1 200 francs à Vitus Huonder, en réparation du tort subi.

## Publications
- (de) Israel, Sohn Gottes : Zur Deutung eines alttestamentlichen Themas in der jüdischen Exegese des Mittelalters, Göttingen, Vandenhoeck und Ruprecht, 1973 (ISBN 3-525-53307-1).
- (de) Auf der Suche nach Gott : Der christliche Glaube und die anderen Religionen, Fribourg, Kanisius, 1982 (ISBN 3-85764-141-X).
- (de) Gnadennovenen, Fribourg, Kanisius, 1984 (ISBN 3-85764-170-3).
- (de) Zur Feier des Sonntags, Fribourg, Kanisius, 1986.
- (de) Die Psalmen in der Liturgia horarum, Fribourg, Universitätsverlag, 1991 (ISBN 3-7278-0758-X).